# Kernstofffrage
Die Kernstofffrage bezeichnet bei der Matura in Österreich eine Prüfungsfrage aus dem gesamten Lehrstoff des gewählten Faches. Bei der mündlichen Prüfung bekommt jeder Kandidat pro Fach zwei Kernstofffragen aus dem Lehrstoff der Oberstufe, aus denen er eine auswählen darf. Dazu kommt noch eine Spezialfrage zu seinem im Voraus gewählten Spezialgebiet. Das Spezialgebiet kann von den Schülern in Absprache mit den Lehrern selbst gewählt werden und kann auch ein Thema sein, das im Unterricht nicht oder nur am Rande behandelt wurde. Der Kernstoff wiederum ist für alle Kandidaten des Faches verbindlich, er enthält das Grundwissen des zu vermittelnden Stoffes.